# Viloma
Viloma is een pranayama (ademhalingstechniek) in yoga waarbij er sprake is van een nadi-ademhaling tegen de stroom in. Pranayama's hebben in yoga een tweeledig nut: de toevoer van zuurstof naar de hersenen en het voorzien van het lichaam van prana, ofwel levensenergie.
Vi-loma is te omschrijven als tegendraads of tegen de aard van de natuur ingaan. Dat komt ook overeen met deze pranayama, waarin de inademing en uitademing niet een voortdurende stroom kennen, maar een proces is die verschillende onderbrekingen kent. Hierdoor wordt het gehele proces van in- en uitademing verlengd. Viloma wordt uitgevoerd in een kleermakerszit, maar kan als variant ook op de rug worden uitgevoerd.

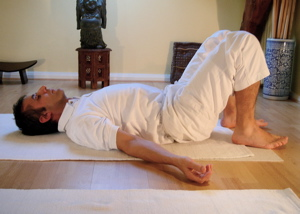
Savasana

- Fase 1: er wordt twee seconden ingeademd en vervolgens twee seconden de adem ingehouden (kumbhaka), vervolgens weer twee seconden ingeademd en vervolgens weer twee seconden kumbhaka, net zo lang totdat uiteindelijk de longen vol zijn. Dan wordt de jalandhara bandha, ook het kinslot genoemd, ingezet en de adem gedurende vijf tot tien seconden vastgehouden. Daarna wordt de lucht onderaan in de buik langzaam uitgeademd, waarbij de keelspeet iets dichtgeknepen wordt zodat er een h-a-a-a-oceaangeluid ontstaat, vergelijkbaar met de ujjayi pranayama. Hierna wordt het kinslot weer ontspannen en wordt ook de rest van de adem uitgeademd. Deze gehele cyclus wordt vijf tot tien keer herhaald, waarna er ontspanning plaatsvindt in bijvoorbeeld de savasana.
- Fase 2: na de rustpauze wordt er vanuit de kleermakerszit met een iets gesloten keel volledig ingeademd waardoor er een sisklank ontstaat. Opnieuw wordt het kinslot ingezet en de adem vijf tot tien seconden vastgehouden. Dan komt er gedurende twee seconden een uitademing, twee seconden kumbhaka, weer uitademing en kumbhaka, net zo lang tot er is uitgeademd. Ook deze cyclus wordt vijf tot tien keer herhaald.[1]

Deze pranayama zou een positieve uitwerking op de bloeddruk hebben: fase 1 voor de lage bloeddruk en fase 2 voor de hoge bloeddruk. Iemand die kwakkelt met de gezondheid moet voorzichtig zijn met alle pranayama's waar kumbhaka bij wordt toegepast.
volledige ademhaling · middenrifademhaling · flankademhaling · sleutelbeenademhaling · mondademhaling · neusademhaling

abhyantara bahya stambha vritti · activerende ademhaling · agni prasana · anuloma · anuloma viloma · bhastrika · brahmari · chandra bhedana · chatur mukhi · dirgha sukshma · kapalabhati · kevala kumbhaka · kumbhaka · murcha · nadi sodhana · ohm sahita rechaka · plavini · prachhardana · prana apana samyukta · pratiloma · sahita kumbhaka · sama vritti · samanu · sapta vyahrita · sargarbha sahita kumbhaka · sarva dwara baddha · sithali · sitkari · stambha vritti · sukha purvaka · suksama shwasa prashwasa · surya bhedana · tri bandha kumbhaka · ujjayi · vaya viya kumbhaka · viloma · visama vritti